# Douglas Wheelock
Douglas Harry Wheelock (Binghamton, 5 maggio 1960) è un astronauta e militare statunitense.

## Biografia
Wheelock è nato nello stato di New York ed è cresciuto a Windsor. È sposato con Cathleen Hollen ed ha un figlio. Nel 1983 ha conseguito un Bachelor of science in Scienza applicata e Ingegneria all'Accademia Militare degli Stati Uniti d'America e nel 1992 un Master in Ingegneria aerospaziale presso il Georgia Tech.
Nel 1983 è diventato sottotenente e nel 1984 ha iniziato la scuola di volo. Diplomatosi come il migliore della sua classe, nel settembre dello stesso anno è stato graduato pilota militare.
Nell'agosto del 1996 Wheelock è stato assegnato al Johnson Space Center della NASA come ingegnere collaudatore dello Shuttle. Due anni dopo ha iniziato l'addestramento di due anni come astronauta per missioni dello Shuttle e della Stazione spaziale internazionale. Ha inoltre seguito l'addestramento per cosmonauti come ingegnere di volo. Ha partecipato come specialista di missione alla missione STS-120 a cui ha partecipato anche Paolo Nespoli.
Nel 2010 è tornato sull'ISS a bordo di una capsula Sojuz con la missione Sojuz TMA-19, ed è rimasto sulla Stazione Spaziale come membro dell'Expedition 24 e dell'Expedition 25, di cui è anche stato comandante. È tornato sulla Terra il 26 novembre 2010.